# Eleições estaduais no Amazonas em 1974
As eleições estaduais no Amazonas em 1974 ocorreram em duas etapas conforme determinava a legislação em vigor: a etapa indireta aconteceu em 3 de outubro e nela a ARENA elegeu o governador Enoque Reis e o vice-governador João Bosco de Lima e em 15 de novembro houve eleições em 22 estados brasileiros e nos territórios federais do Amapá, Rondônia e Roraima. Nesse dia o MDB do Amazonas elegeu o senador Evandro Carreira que venceu o governista e fez maioria entre os cinco deputados federais e quinze estaduais que foram eleitos. O eleitorado amazonense residente no Distrito Federal votou em seus representantes no Congresso Nacional graças à Lei n.º 6.091 de 15 de agosto de 1974.
Natural de Manacapuru, o governador Enoque Reis é formado em Direito pela Universidade Federal do Amazonas e começou sua vida política como prefeito em sua cidade natal (1943-1946) anos depois de trabalhar como porteiro e estafeta da mesma e nesse espaço de tempo trabalhou no Jornal do Commercio em Manaus, cidade onde foi promotor de justiça e juiz do Trabalho, além de professor de instituições como a Universidade Federal do Amazonas e membro do Conselho Administrativo do Amazonas. Ao ser anunciado governador após escolha do presidente Ernesto Geisel ocupava desde 1966 uma cadeira de ministro do Tribunal Federal de Recursos por indicação do presidente Humberto de Alencar Castelo Branco.
Seu companheiro de chapa foi o advogado, jornalista e contabilista João Bosco de Lima. Nascido em Manaus, trabalhou na Rádio Difusora do Amazonas e presidiu a Associação de Cronistas Esportivos, foi vice-presidente da Federação Amazonense de Futebol e treinador do Nacional do Amazonas. Presidente do conselho regional da Fundação Rondon e da Associação Brasileira de Relações Públicas no Amazonas, fez parte do grupo de conselheiros da Associação Brasileira de Municípios e estreou na política como suplente de deputado estadual via PRT em 1962, mas não exerceu o mandato. Eleito vereador na capital amazonense em 1963, elegeu-se deputado estadual pelo MDB em 1966. Após migrar para a ARENA renovou o mandato em 1970 e estava na presidência da Assembleia Legislativa do Amazonas ao ser eleito vice-governador em 1974.
Formado na Universidade Federal do Amazonas, o advogado Evandro Carreira nasceu em Manaus e após ingressar no PST amargou uma suplência de deputado estadual em 1958, ano em que se graduou. Eleito vereador na capital amazonense em 1959, migrou para o PL e repetiu a suplência em 1962, embora tenha renovado seu mandato na Câmara Municipal de Manaus em 1963. Adversário do Regime Militar de 1964, seguiu para o MDB onde perdeu as eleições para deputado federal em 1966, vereador em 1968 e deputado estadual em 1970, contudo foi eleito senador em 1974.

## Resultado das eleições para governador
Em eleição realizada pelos membros Assembleia Legislativa do Amazonas a chapa vencedora obteve os votos da ARENA enquanto os três membros da bancada do MDB se abstiveram.
| Candidatos a governador do estado | Candidatos a vice-governador | Número | Coligação             | Votação | Percentual |
| --------------------------------- | ---------------------------- | ------ | --------------------- | ------- | ---------- |
| Enoque Reis ARENA                 | João Bosco de Lima ARENA     | -      | ARENA (sem coligação) | 09      | 100%       |

## Resultado das eleições para senador
Segundo o Tribunal Superior Eleitoral compareceram às urnas 173.663 eleitores dos quais 17.815 (10,26%) votaram em branco e 11.334 (6,53%) anularam o voto com os 144.514 votos nominais (83,21%) assim distribuídos:
| Candidatos a senador da República | Candidatos a suplente de senador        | Número | Coligação             | Votação | Percentual |
| --------------------------------- | --------------------------------------- | ------ | --------------------- | ------- | ---------- |
| Evandro Carreira MDB              | Rui Adriano Jorge MDB                   | -      | MDB (sem coligação)   | 87.103  | 60,27%     |
| Flávio Brito ARENA                | Leopoldo Cirilo Krichanã da Silva ARENA | -      | ARENA (sem coligação) | 57.411  | 39,73%     |

## Deputados federais eleitos
São relacionados os candidatos eleitos com informações complementares da Câmara dos Deputados.

Representação eleita
  MDB: 3
  ARENA: 2

| Deputados federais eleitos | Partido | Votação | Percentual | Cidade onde nasceu     | Unidade federativa |
| Joel Ferreira              | MDB     | 32.605  | 18,77%     | Manaus                 | Amazonas           |
| Mário Frota                | MDB     | 27.965  | 16,10%     | Granja                 | Ceará              |
| Raimundo Parente           | ARENA   | 13.296  | 7,65%      | Manaus                 | Amazonas           |
| Rafael Faraco              | ARENA   | 12.929  | 7,44%      | Maués                  | Amazonas           |
| Antunes de Oliveira        | MDB     | 4.154   | 2,39%      | Santa Maria da Vitória | Bahia              |

## Deputados estaduais eleitos
Das quinze vagas em disputa o MDB superou a ARENA por oito a sete.

Representação eleita
  MDB: 8
  ARENA: 7

| Deputados estaduais eleitos     | Partido | Votação | Percentual | Cidade onde nasceu    | Unidade federativa |
| Natanael Bento Rodrigues        | MDB     | 12.998  | 7,48%      | São Paulo de Olivença | Amazonas           |
| José Dutra                      | MDB     | 8.655   | 4,98%      | Barreirinha           | Amazonas           |
| Damião Alves Ribeiro            | MDB     | 8.079   | 4,65%      | Coari                 | Amazonas           |
| Carlos Farias Ouro de Carvalho  | MDB     | 6.413   | 3,69%      | Manaus                | Amazonas           |
| Aloísio Rodrigues de Oliveira   | MDB     | 5.333   | 3,07%      | Manaus                | Amazonas           |
| Gláucio Bentes Gonçalves        | ARENA   | 4.827   | 2,77%      | Parintins             | Amazonas           |
| Domíngos Sávio de Lima          | ARENA   | 4.657   | 2,68%      | Barreirinha           | Amazonas           |
| Jurandir Cleuter Mendonça       | ARENA   | 4.615   | 2,65%      | Itacoatiara           | Amazonas           |
| Homero de Miranda Leão          | ARENA   | 4.581   | 2,63%      | Maués                 | Amazonas           |
| Manoel Monteiro Diz             | MDB     | 4.460   | 2,56%      | Manaus                | Amazonas           |
| José Belo Ferreira              | ARENA   | 4.352   | 2,50%      | Manaus                | Amazonas           |
| José Costa de Aquino            | MDB     | 4.279   | 2,46%      | Manaus                | Amazonas           |
| Eunice Michiles                 | ARENA   | 4.172   | 2,40%      | São Paulo             | São Paulo          |
| Paulo Pedraça Sampaio           | MDB     | 4.040   | 2,32%      | Manicoré              | Amazonas           |
| Maria do Perpétuo Socorro Dutra | ARENA   | 3.954   | 2,27%      | Boca do Acre          | Amazonas           |